# Jimmy Fontana
Jimmy Fontana, pseudonimo di Enrico Sbriccoli (Camerino, 13 novembre 1934 – Roma, 11 settembre 2013), è stato un cantante, compositore e attore italiano.
Ebbe il suo momento di massimo successo negli anni sessanta, soprattutto con la canzone Il mondo; è stato inoltre il compositore della musica di Che sarà, lanciata da José Feliciano e dai Ricchi e Poveri.

## Biografia

### Gli inizi come cantante jazz
Appassionato di jazz, impara da autodidatta a suonare il contrabbasso e inizia a esibirsi con complessi di alcuni amici. Conseguito il diploma in ragioneria, si trasferisce a Roma e si iscrive alla facoltà di Economia e Commercio. Inizia a frequentare i jazzisti della capitale, collaborando con la Roman New Orleans Jazz Band. In breve abbandona l'Università per dedicarsi a tempo pieno alla musica, iniziando anche a cantare scegliendo il nome d'arte Jimmy Fontana ("Jimmy" in omaggio al clarinettista e sassofonista Jimmy Giuffre, di cui è ammiratore, e "Fontana" viene scelto a caso, insieme alla moglie, dall'elenco telefonico).
Incide alcuni standard jazz per la Consorti; entra poi come cantante nella "Flaminia Street Jazz Band" (costituita da Giorgio Benigni, Umberto De Nigris, Francesco Tomassini, Raffaele Giusti, Aldo Balzani, Giovanni Spalletti, Sandro Santoni, Wilder Petroselli e Leonello Bionda), incidendo alcuni dischi per l'etichetta Astraphon.
Forma poi il gruppo "Jimmy Fontana and His Trio" con tre di loro, Raffaele Giusti al pianoforte, Sandro Santoni al contrabbasso, e Leonello Bionda alla batteria. In questo periodo conosce Leda, che diventerà sua moglie. Nel corso degli anni avranno 4 figli: Luigi Fontana, musicista, cantante, compositore ed arrangiatore, Paola, Andrea e Roberto.

### Il passaggio alla musica leggera e il successo
Intrapresa la carriera solista, si avvicina alla musica leggera e ottiene un nuovo contratto con la Hollywood (etichetta della Meazzi), ottenendo un buon successo con Diavolo, pubblicata anche in Spagna (tradotta in Diablo), che si classifica al terzo posto al Festival di Barcellona. Nel 1960 vince con Bevo il Burlamacco d'Oro, concorso musicale che si tiene a Viareggio.
Nel 1961 partecipa per la prima volta al Festival di Sanremo in coppia con Miranda Martino con il brano Lady luna, scritto dal maestro Armando Trovajoli e da Dino Verde. Passa poi alla RCA Italiana per cui, oltre ad incidere altri 45 giri, canta, insieme a Gianni Meccia, Cha cha cha dell'impiccato dei Flippers, uno dei primi esempi di canzone demenziale (i due però non sono citati in copertina); il primo successo per la nuova etichetta è Non te ne andare (1963), canzone di cui è anche autore insieme a Gianni Meccia e a Lilli Greco.

Jimmy Fontana a Canzonissima

Nel 1965 ottiene il suo più grande successo con Il mondo. Jimmy nell'inverno del 1964 scrive la melodia della canzone, mentre Lilli Greco, con l'aiuto di Carlo Pes, collabora alla stesura definitiva della canzone. Il testo viene successivamente scritto da Gianni Meccia, che viene ispirato dall'ascolto di una poesia svedese che l'amico Gianni Boncompagni aveva portato a casa di Fontana. La poesia parlava appunto del mondo, inteso come globo terrestre.

Il brano, in gara a Un disco per l'estate 1965, resta primo in classifica per 10 settimane, ottenendo velocemente il Disco d'Oro per avere superato il milione di copie vendute; l'arrangiamento è scritto da Ennio Morricone, in collaborazione con Lilli Greco. La canzone verrà poi interpretata anche da molti artisti internazionali in innumerevoli versioni (fra le altre si segnalano quelle di Engelbert Humperdinck, Caetano Veloso, Claudio Baglioni, Los Catinos, Renga, della voce d'oro di Praga Karel Gott (con il titolo Jen v Maji), de Il Volo e di tanti altri. Negli anni "Il mondo", nella sua versione originale cantata da Jimmy, verrà utilizzata quale tema principale di varie colonne sonore di film internazionali di assoluta rilevanza mondiale (es: "About time" e "Molière in bicicletta").

Lilly Bonato, Tony Dallara, Iva Zanicchi e Jimmy Fontana nel varietà televisivo I capostipiti RAI 1965

Nello stesso anno interpreta due film musicarello di Tullio Piacentini: Viale della canzone e 008 operazione ritmo. Nel 1967 vince il Disco per l'estate con il brano "La mia serenata" e vince anche il primo premio al Festival della canzone mondiale a Rio de Janeiro con il brano "Per una donna". Nel 1968 al Cantagiro presenta La nostra favola, cover della canzone di Tom Jones Delilah; il retro del 45 giri La nostra favola è la canzone A te, tratta dall'aria Je crois entendre encore dall'opera di Georges Bizet I pescatori di perle, e il 45 giri arriva primo per cinque settimane e vende un milione di copie, ottenendo quindi il disco d'oro. Nel 1970 ottiene un buon successo con L'amore non è bello (se non è litigarello) (sigla della trasmissione televisiva Signore e signora, con Delia Scala e Lando Buzzanca).

### Che sarà
Nel 1970 scrive la musica in collaborazione con Italo "Lilli" Greco e Carlo Pes e parte del testo insieme a Franco Migliacci della canzone Che sarà: l'obiettivo è di presentarla al Festival di Sanremo del 1971. Fontana produce la registrazione a Los Angeles della versione di José Feliciano, che registra la sua canzone in italiano, in spagnolo (Que serà) e in inglese (Shake a Hand, prodotte da Rick Jarrard); al rientro in Italia Jimmy trova la strada sbarrata per la partecipazione al festival insieme all'amico e collega portoricano. Infatti Ennio Melis, allora direttore artistico della RCA, decide di puntare sulla canzone per consacrare al successo i Ricchi e Poveri, giovane gruppo fattosi notare al festival dell'anno precedente interpretando in abbinamento con l'autore Nicola Di Bari La prima cosa bella.
Jimmy, che ha diritto all'ultima parola, in quanto compositore-autore della canzone, inizialmente nega l'autorizzazione, ma in seguito, quando Melis lo informa della sua decisione che, senza i Ricchi e Poveri, la canzone non sarebbe stata presentata al Festival di Sanremo, concede a malincuore l'autorizzazione all'utilizzo. La canzone si classifica al secondo posto nella graduatoria sanremese, ma i due singoli risulteranno i più venduti ed il brano si rivelerà nel corso degli anni una delle canzoni italiane più famose, riprodotte ed eseguite nel mondo.

### Ritiro e ritorno
Deluso dalla vicenda di Che sarà, pur continuando ancora a incidere, non ottiene più il successo del decennio precedente, quindi per alcuni anni interrompe quasi del tutto l'attività artistica, dedicandosi al tennis e diventando un giudice di sedia internazionale. Ritorna al suo mestiere nel 1979 con Identikit (sigla della serie televisiva Gli invincibili) che riscuote un discreto successo, ma soprattutto con Beguine, una canzone che viene presentata con buon successo al Festival di Sanremo 1982 e che ha una particolarità: la musica nasce da una delle prime melodie scritte dal figlio Luigi, che poi lo accompagnerà, come collaboratore musicale, pianista e cantante fino alla fine della sua carriera.
Nell'estate del 1984, suo figlio Luigi lo sprona e lo aiuta a creare un gruppo musicale che comprenda altri importanti artisti italiani; nascono i "Super 4", Jimmy Fontana, Gianni Meccia, Nico Fidenco e Riccardo Del Turco; con i Super 4 Jimmy parteciperà, negli anni, a numerosi programmi televisivi. Ha lavorato anche nel cinema, in film musicali quali Io bacio... tu baci o di commedia all'italiana come La voglia matta. Una sua canzone, Bambola bambina, è stata utilizzata come sigla italiana del telefilm La donna bionica. In occasione del Festival di Sanremo 1994 ha fatto parte del gruppo "Squadra Italia", appositamente costituito per l'occasione, cantando il brano Una vecchia canzone italiana.
Successivamente continua ad esibirsi in concerti e spettacoli in giro per l'Italia e per il mondo, fino a pochi giorni prima della sua improvvisa scomparsa; l'ultimo concerto a Terni, l'8 settembre 2013.

### Morte
Jimmy Fontana è morto l'11 settembre 2013 all'età di 78 anni nella sua casa di Sacrofano (Roma), in seguito ad un'improvvisa febbre alta, dovuta ad un'infezione dentale. Dopo i funerali, celebrati il 14 settembre nella Chiesa di Santa Maria dei Miracoli a Piazza del Popolo, ai quali erano presenti numerosi volti della musica e dello spettacolo, è stato sepolto nel cimitero comunale di Sacrofano, paese dove viveva da molti anni.

## Discografia

### 33 giri
- 1962: I bestsellers (Meazzi, MLX 03001; raccolta con brani del periodo Hollywood)
- 1963: Jimmy Fontana (RCA Italiana, PML/PSL 10367)
- 1964: Natale in famiglia (Meazzi, MLX 04025; con altri artisti; brani del periodo Hollywood)
- 1966: I bestsellers (Meazzi, MLX 04038; ristampa di MLX 03001)
- 1967: La mia serenata (RCA Italiana, serie Special, S 29)

### CD
- 1994: Una vecchia canzone italiana (Pravo Music)
- 1996: Arrivederci (Replay Music, RSCD 8014; raccolta del periodo Hollywood)
- 2000: La bamba (con Paolo Ormi e la sua Orchestra) (DV More, CDDDV 5650)

## Partecipazioni al Festival di Sanremo
- 1961 con Lady Luna in coppia con Miranda Martino (Non finalista)
- 1967 con Nasce una vita in coppia con Edoardo Vianello (Non finalista)
- 1982 con Beguine (finalista)
- 1994 con Una vecchia canzone italiana membro del gruppo Squadra Italia (19º posto)

## Filmografia
- Io bacio... tu baci (1961)
- La voglia matta (1962)
- Canzoni in... bikini (1963)
- Viale della canzone (1965)
- Quando dico che ti amo (1968)
- Il sole è di tutti (1968)

## Omaggi
Nel film Questione di tempo (Richard Curtis, 2013) il padre del protagonista mostra al figlio un vinile de Il mondo di Jimmy Fontana e gli dice «L'ho comprato in un viaggio in Italia e non me ne sono mai separato». La canzone verrà suonata in chiesa il giorno del matrimonio del figlio al posto della marcia nuziale. L'inserimento del pezzo nella colonna sonora è stato un omaggio del regista al cantante di Camerino.